# Konstantinos Stivachtis
Konstantinos Stivachtis (Atenas, 22 de mayo de 1980) es un jugador profesional de voleibol griego, que juega en la posición de armador.

## Palmarés

### Clubes
Campeonato de Grecia:
- 2018, 2019,[8] 2021
- 2017, 2022, 2022
- 2006, 2012, 2016

Copas de la Liga de Grecia:
- 2016, 2017, 2018, 2019
- 2020

Copas de Grecia:
- 2016, 2017

Challenge Cup:
- 2018

### Selección nacional
Juegos Mediterráneos:
- 2018